# 相生道
相生道（そうせいどう）とは、天武無闘流の柔術技法を土台として同流の十代目宗家・佐々木武久が創始した新興武道である。

## 概要

### 技術と思想
大きく分けて剛手と柔手の2系統の技術があり、これを併用する体系となっている。技の数は非常に多く、それらを巧みに繰り出していくことを特徴とする。
相生道それ自体は素手の武道だが、ほかに天武無闘流で受け継がれてきた武器術の形稽古もおこなっている。
- 剛手技（こわてわざ）
  - 突き・蹴りなどの打撃技法
- 柔手技（やわてわざ）
  - 投げ・関節技などの技法

教程は段級位制を採っており、各級ごとに定められた技と戦い方を教授していく。昇級・昇段審査においては実技試験だけではなく、技や思想に関する学科試験も出題される。
競技武道としての性格も持ち、ポイント制の試合規則が定められているほか、採点方式の演武競技なども存在する。競技規則においても「相互肯定の精神」の重要性が説かれ、それを実現するための工夫が施されている。

### 道着と段級位
流紋（ここでは流派の紋章の意）は佐々木武久の手になるもので、円運動と思想を同時に表現している。
道着は、この流紋を胸につけた白の上衣に袴姿を基本とする。級による帯などの色分けは用いていないが、袴の有無とその色で以下の三区分になる。
- 入門審査前（修練生、訓練生と呼ばれる）
  - 袴なし（いわゆる“道着の上下”姿）
- 1級まで
  - 紺袴を着用
- 初段以上
  - 黒袴を着用

なお、
- 合気道などの（袴を用いる）他武道と違い、袴の下に武道帯を使用しない
- 蹴り技を用いる

といった理由もあって、3種類の帯（紐）の付いた、特殊な細身の袴となっている。袴だけを見ればシルエットは剣道袴よりはなぎなたのそれに近い。

## 背景と由来

### 歴史
天武無闘流は越中（富山県）で17世紀ごろから佐々木家に受け継がれてきた総合武術で、棒術の伝承だけでも寛永年間（寛永は1624年から）まで遡ることができる。剣術や抜刀術、鎖鎌術や忍術など多岐にわたる技術を含んでおり、現代の相生道はこのうち拍打術・体坐術をベースに組み立てられた。（天武無闘流としての歴史は当該項目を参照）
佐々木武久は幼少より伯父にあたる九代目宗家・佐々木尚巳から柔術の手ほどきを受けていたが、成長後は単身関東に出て武道の修業の場を求め、一時は祝嶺正献の玄制流空手道に籍を置く。その後、呼び戻されて家伝の柔術の修業に戻り、十代目宗家を継承した。
この時期、町道場のほか、多摩美術大学に古武道部（のちに相生道部に改称）を設立している。
当初は天武無闘流柔術を指導していたが、その枠内では出来ないことを求め、十年の実験的指導の期間を経て新武道を完成させ、「相生道」と名付けた。これが昭和62年(1987年)ということなので、現代武道としてもかなり新しい部類に入る。（武道としての歴史の長さに関しては末尾参照。）
現在の流紋や稽古着（白道着と袴姿）が制定されたのは、この頃。
埼玉県朝霞市・新座市などで教室・道場を開き少年部・成年部の指導を行って近隣から門弟を集めていたほか、南山大学に相生道部を設立するなど積極的な展開をおこなっていた。
1996年に宗家が病没。求心力を失うも、その後数年をかけて復興。2006年には愛知県内のスポーツセンターなど数カ所で開講するほか、小規模ながらも地方大会を開催するようになっている。

### 名称の由来
「相生」という語それ自体は五行説の相生（そうしょう）に由来するものであり、相生道ではこれを「仏教思想の一つ」と呼んでいる。（これは、中世に武術の世界に入ってきた五行説が、禅などと結びついた形であった為と考えられる。）
ただし、この命名には思想・信仰を中心に据える意図はない。その語を引用しつつも読み方を変え、そこに「相手を生かし、相手と生きる道」という意味を込めて名付けられたものであるという。

## 相関と連続性

### 他武道との関連
植芝盛平は自流の名を合気道と確定するまでに幾度も改名しているが、その一つに「相生流」（あいおいりゅう）がある。天武無闘流九代目の時代に交流があった模様であるが、名称の相似はしかし偶然の一致と考えられている。もちろん前項に見られるような思想・発想自体は特異なものではないため、「まったくの偶然」というよりは「ある種の必然による偶然」と言えるのかもしれない。
宗家継承前の十代目が一時期玄制流で躰道の教程整備に関与していたことからか、一部の技術・用語に躰道との類似が見られる。しかし打撃技中心の躰道に対して、相生道の技の過半は柔手技であるという根本的な相違点がある上に、技の使用法や組み立て・用語の意味なども相当に異なっている。構え方ひとつをとっても、（誤解を恐れずに言えば）「空手的な構え」「いわゆる古流柔術的な構え」と表現できる違いが見てとれる。

### 源流からの繋がり
一方で、母体たる天武無闘流柔術との関連は言うまでもない。相生道の内容は、佐々木武久の玄制流での経験を触媒としつつも、九代目宗家が伝えた思想・技法を整理・体系化したものである。このため天武無闘流と相生道の間には「異なる名称で、本質は同じ」と言える概念や技術が数多く存在する。現代人にとって理解し難くなってしまった用語を言い換え、漢文訓読式であった口伝のエッセンスを現代語の文章として書き起こし、技術を（一挙手一投足を定めた形稽古から）単体での教授にする、などの変更が行われている。
「相生道は新しい武道であると同時に、広義に捉えれば三百数十年続いている」といった意味の言葉を十代目宗家は遺しているという。技の名称や教程こそ異なるが、やはり相生道の原型・本質は天武無闘流にあり、同流における従来の大時代的な語句・訓練方法などを近代化し、新しい使い方を切り拓いたもの、とも言える。
そのため相生道では、佐々木武久を「開祖」、天武無闘流の初代たる佐々木家束柾奈を「流祖」とも呼んでいる。

## 活動
- 本院
- 各種講座
  - （スポーツセンターなど）
- 大学（部活動）
  - 多摩美術大学